# フォルティッシモ―また逢う日のために―
『フォルティッシモ〜また逢う日のために〜』（ふぉるてぃっしもまたあうひのために）は2011年9月24日土曜 21:00-22:00にBSフジで「P&Gパンテーンドラマスペシャル」として放送されたスペシャルドラマ。P&Gの一社提供。

## あらすじ
東條美空は契約社員で働いていた会社を辞め、就職活動するが失敗して母校・桜葉高等学校の臨時教員になる。元彼・南康介が「世界に通用するトランペッターになる」という夢をかなえた記事を見る。学校では、生徒の北川春樹に吹奏楽部の立て直しをお願いされ、指導することになる。定期演奏会前に田中あゆみが指導することになるが、定期演奏会は美空が指揮をする。

## 出演
東條美空 - 藤澤恵麻
高校の臨時教員。元吹奏楽部員。
南康介 - 笠原秀幸
美空の元彼でトランペッター。
北川春樹 - 藤原薫
美空に弱小の吹奏楽部の立て直しをお願する。クラリネットを担当。
大西さつき - ソニン
美空の親友。
篠田亜季 - 絵美里
美空の元同僚。
面接官1 - 西村雅彦
面接官2 - 玉置浩二
石田太一 - 恵隆一郎
吹奏楽部員。パーカッション担当。
男子生徒 - 山田清貴
- 本田清澄
桜葉高等学校教頭。
若林 - 井上顕
美空の彼氏だが、亜季に取られる。
田中あゆみ - 山下容莉枝
吹奏楽部顧問。合唱部の指導で吹奏楽部は面倒を見ていない。

## スタッフ
- 脚本：武井彩
- 企画：中島寛朗（BSフジ）
- プロデュース：関口静夫（共同テレビ）、荒田昌員
- 演出：木下高男
- 制作：BSフジ
- 制作著作：共同テレビ

## 主題歌
- 「結界」：安全地帯

## その他
主題歌を提供した「安全地帯」のボーカリストである玉置浩二は、6年ぶりのドラマ出演。